# Huyghe
Huyghe (en neerlandés: Brouwerij Huyghe) es una cervecería fundada en 1906 por Leon Huyghe en la ciudad de Melle en Flandes Oriental, Bélgica. Su «buque insignia» es la cerveza Delirium Tremens, una golden ale a menudo considerada como una de las mejores cervezas del mundo.

## Historia
El sitio donde se encuentra la fábrica de cerveza actual ha estado en operación desde 1654. En 1906, León Huyghe compró una fábrica de cerveza ya existente en la ciudad. La fábrica de cerveza adquirió el nombre actual en el año 1938. Mientras que inicialmente la empresa elabora una pilsner normal, pronto comenzaron a elaborar los tipos de cervezas que ahora se conoce normalmente como de estilo belga, incluyendo una serie de cervezas bajo la denominación «Delirium» de la etiqueta, caracterizada por sus elefantes rosas en la etiqueta. La más conocida es la Delirium Tremens, una ale rubia belga. También elaboran otras cervezas como una cerveza de Navidad y una cerveza llamada Deliria, una cerveza seleccionada a través de un concurso de entre 65 recetas enviadas por las mujeres de los cerveceros, así como una serie de cervezas de fruta con bajo grado alcohólico.
Huyghe ha adquirido varias pequeñas cervecerías belgas, incluyendo Arteveld Grand Cru en 1987, Brouwerij Biertoren en 1993, Brouwerij Dam en 1994, y Brouwerij Villers en 1999.

## Selección de cervezas

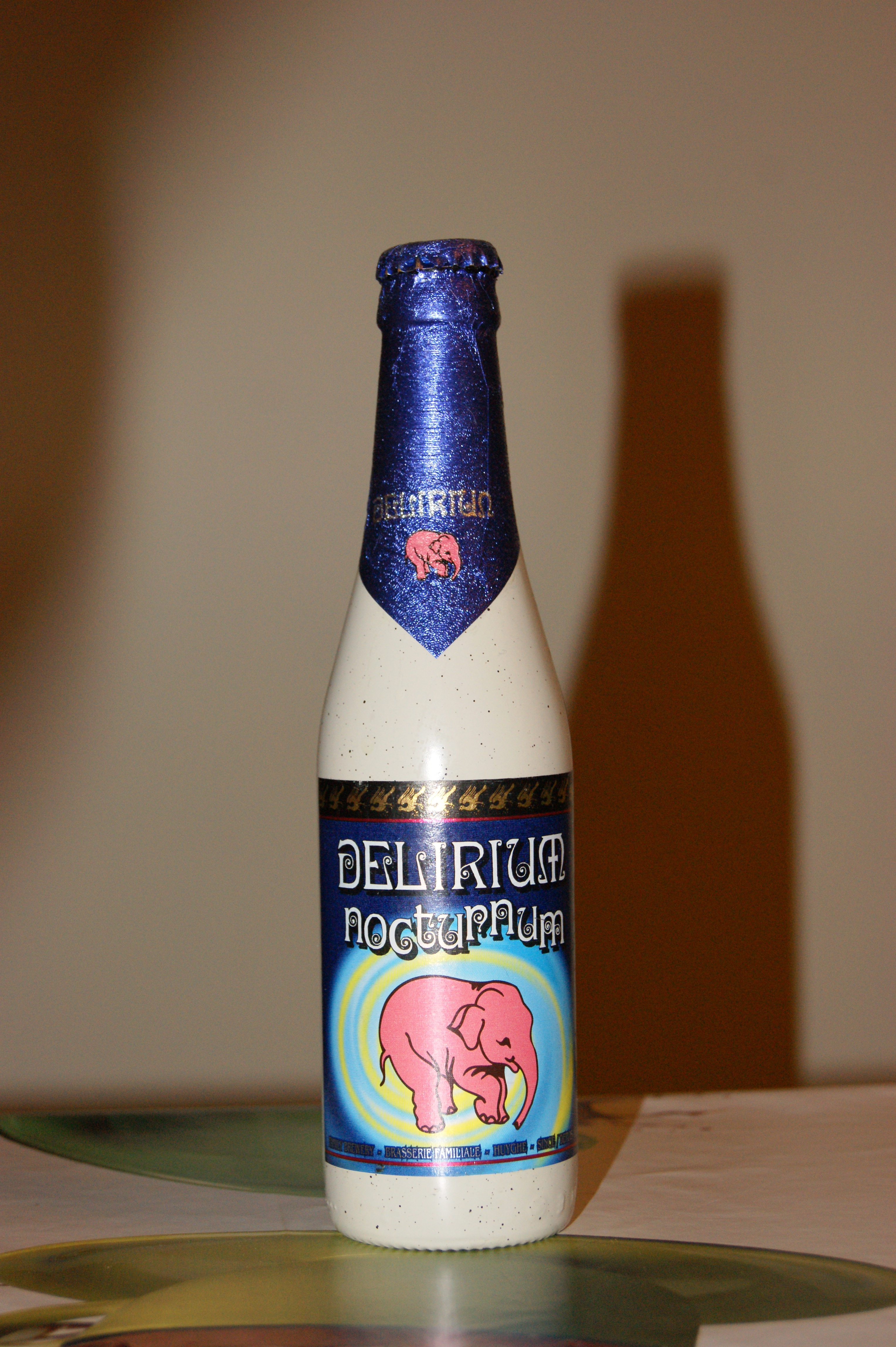
Delirium nocturnum

- Delirium Nocturnum - 8,5% de alc. vol.[6][7]
- Delirium Noël o Christmas- cerveza estacional de invierno, 10.0% de alc. vol.
- Delirium Tremens - 8,5% de alc. vol.[8]
  - Nombrada como "la Mejor Cerveza del Mundo" en el año 2008 en los Campeonatos del Mundo de Cerveza en Chicago, Illinois.[9][10] Stuart Kallen le da el puesto número uno en su libro, Las 50 Mejores Cervezas del Mundo.[11]

## Galería

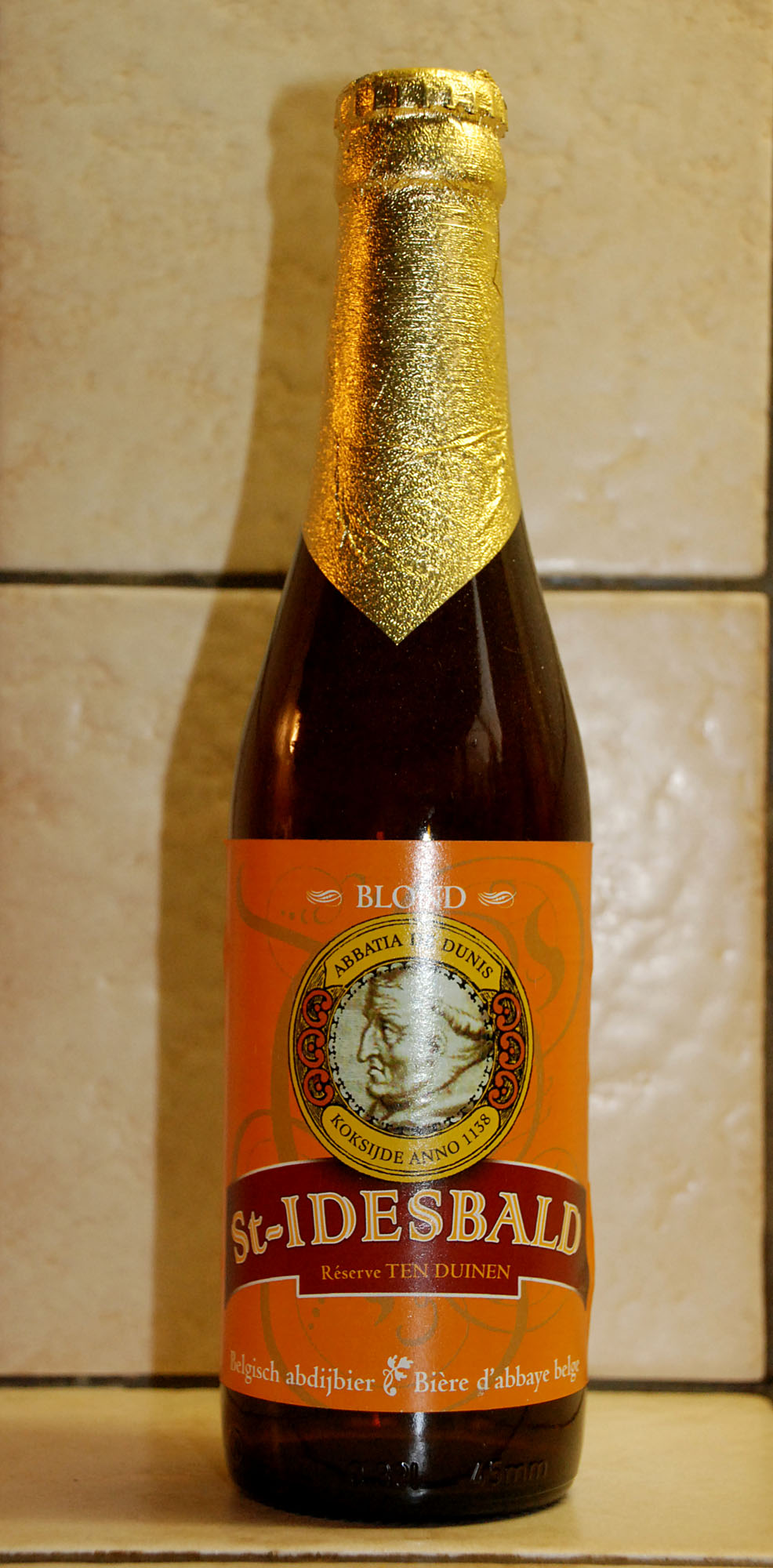
San Idesbald blong
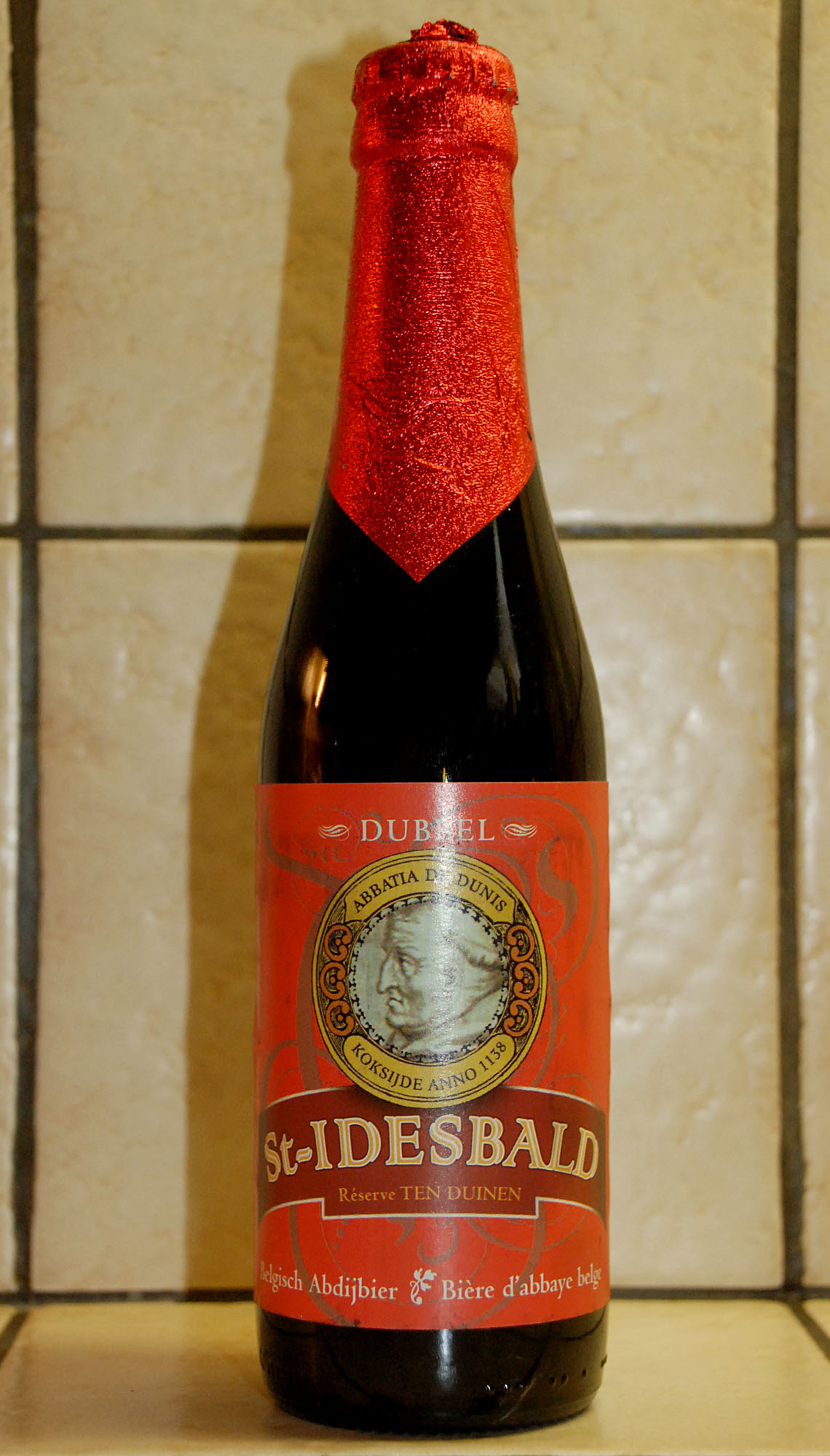
San Idesbald dubbel
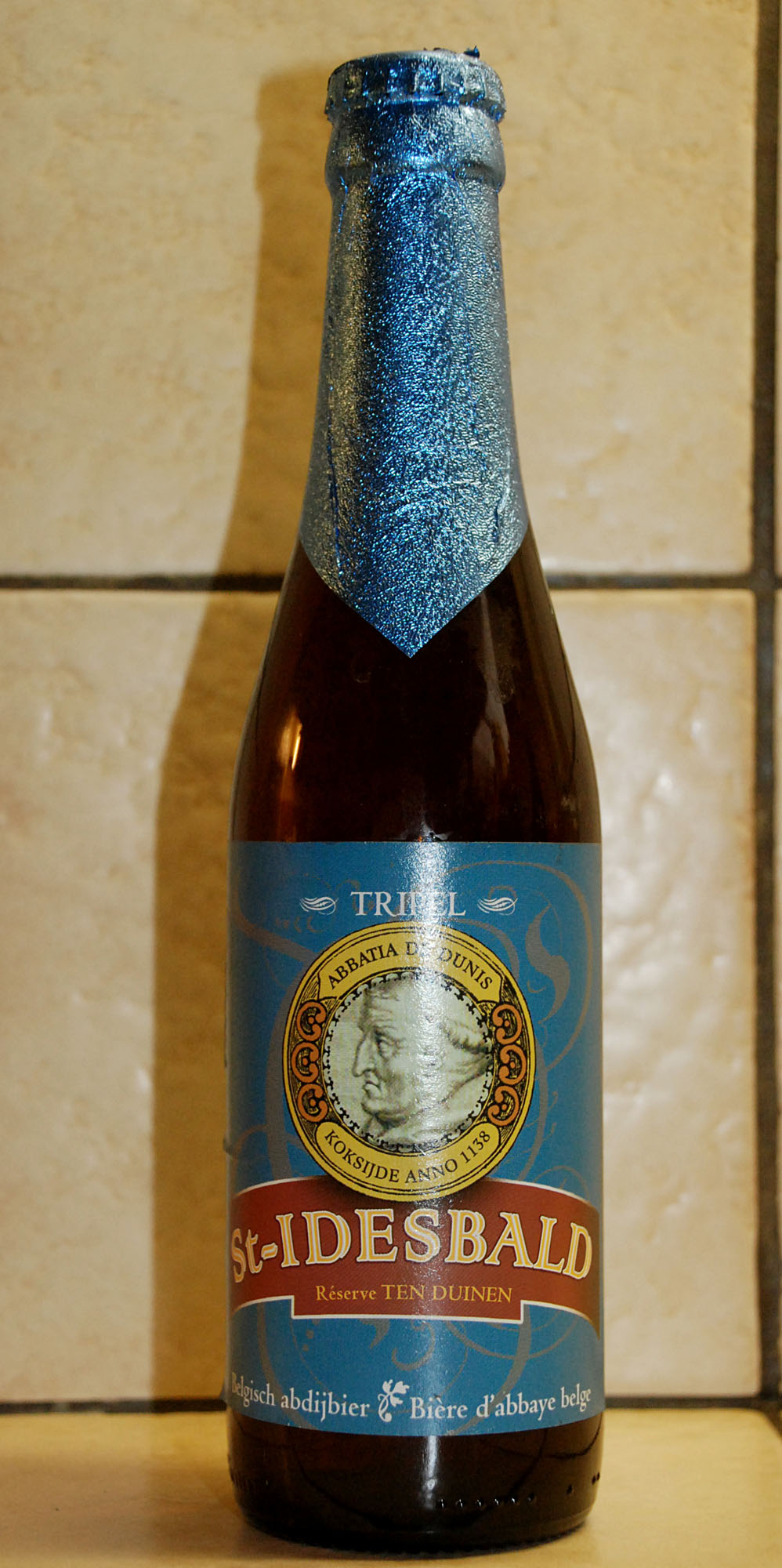
San Idesbald tripel
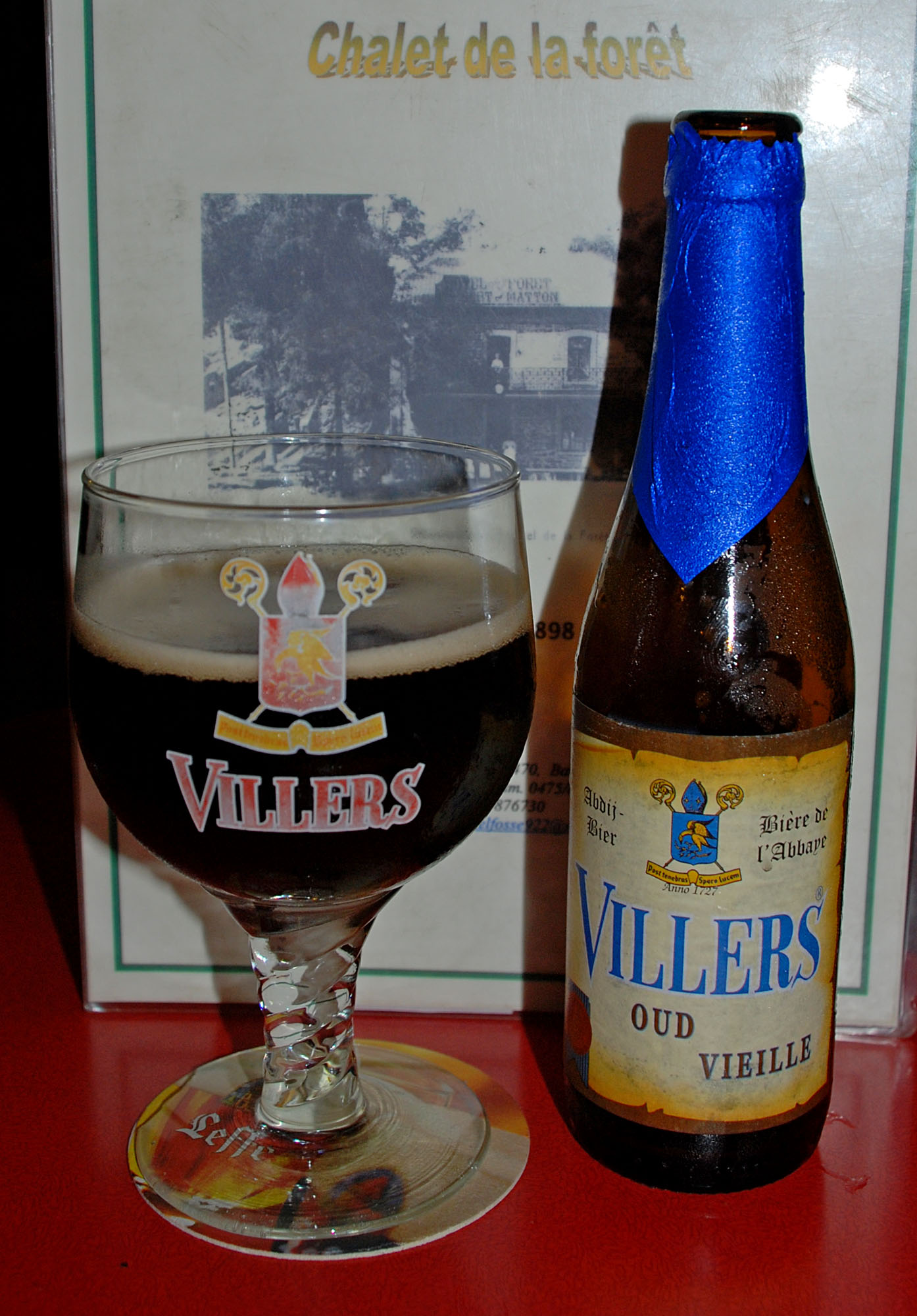
Villers del Brune
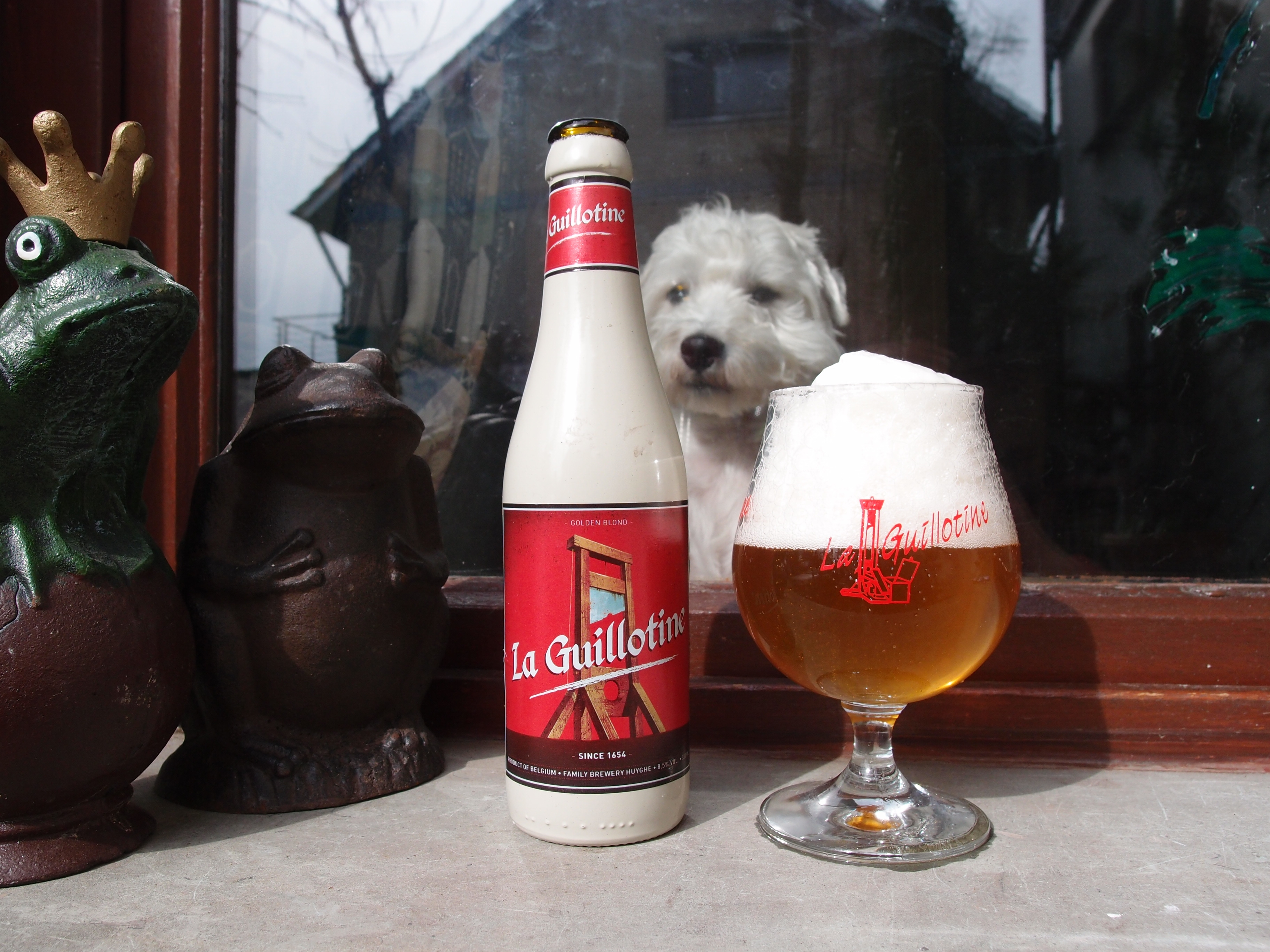
La Guillotine Bier
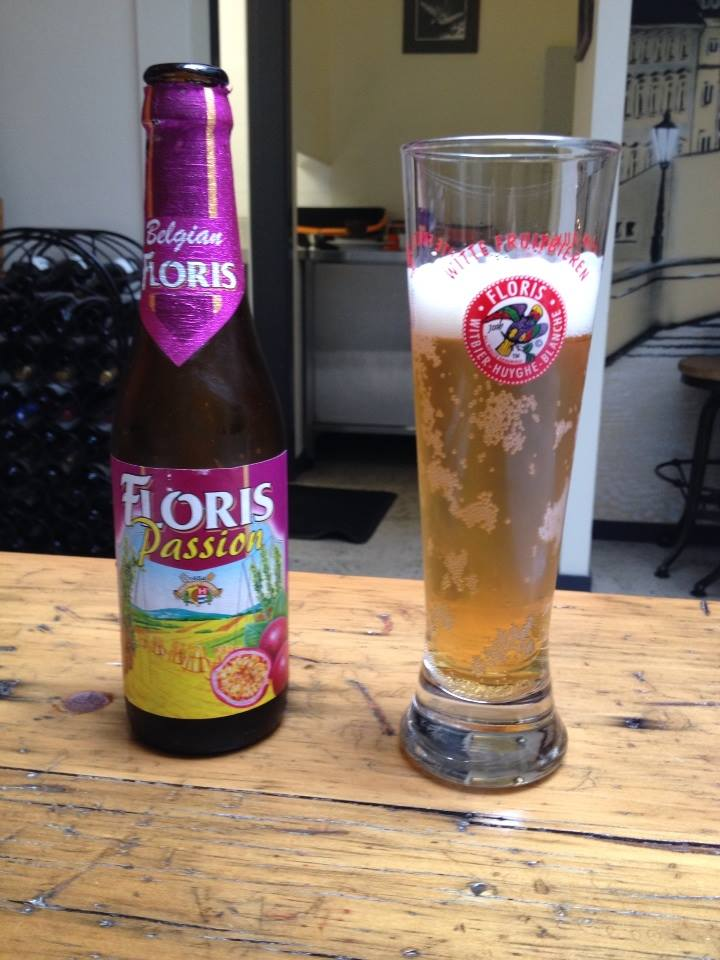
Floris Passionfruit, producida por la Cervecería Huyghe